# José María Vallé
José María Vallé (auch El Chelón) (* 1810; † in San Juan del Norte) war ein liberaler General in Nicaragua zur Zeit der Filibustero-Piraten unter William Walker.

## Leben
José María Vallé war Mitglied der Partido Democrático. 1844 bis 1845 nahm Vallé mit Bernabé Somoza an der Verteidigung von León (Nicaragua) im Guerra de Malespín teil, wo er vorschlug, den „Gran Mariscal“ Casto Fonseca durch José Trinidad Cabañas zu ersetzen. Fonseca fühlte sich durch den Vorschlag beleidigt, versetzte Vallé in den Ruhestand und verdächtigte Cabañas.
Nach der Niederlage der Liberalen in León wurde Vallé im Gefängnis von San Juan del Norte und Bernabe Somoza im Gefängnis von El Castillo de la Inmaculada inhaftiert. Beide vereinbarten miteinander, nicht eher zu ruhen, bis das konservative Regime, welches sich damals Partido Republicano nannte, gestürzt sei. Im Juni 1849 erklärte die Regierung Norberto Ramírez Áreas den Aufständischen unter der Führung der Generäle José María Valle und Bernabé Somoza den Krieg.
Fruto Chamorro Pérez ließ nach seiner Ernennung zum Supremo Director Anfang November 1853 drei Abgeordnete der Partido Democrático verhaften. Anschließend ließ er José María Valle, Máximo Jerez Tellería, Francisco Castellón Sanabria und Mateo Pineda nach Honduras ausweisen.
In Honduras war José Trinidad Cabañas mittlerweile Präsident geworden, als solcher unterstützte er die Gruppe, rüstete sie mit Waffen aus und ließ sie mit einem US-Dampfer unter dem Kommando von Kapitän Gilbert Morton über die Isla del Tigre im Golf von Fonseca nach El Realejo zurückkehren, wo sie 5. Mai 1854 ankamen und auf León marschierten. Fruto Chamorro Pérez flüchtete aus León, der Hochburg der Liberalen, nach Granada (Nicaragua) und wollte auch den Regierungssitz dorthin verlegen lassen.
Im Oktober 1854 schloss Francisco Castellón Sanabria mit dem US-Militärdienstleister Byron Cole einen Contract über die Lieferung von 200 Männern, die im Juni 1855 von William Walker angeführt wurden.

## Schlacht beiLa Virgen
Am 27. August 1855 startete William Walker mit den Filibustero-Piraten von San Juan del Sur nach Rivas. José María Vallé war mittlerweile stellvertretender Präfekt von Chinandega geworden und unterstützte Walkers Filibustiere mit 120 Indigenas, die er angeworben hatte.
Als die Filibusteros in El Realejo Richtung Rivas aufbrachen, sandte der englische Vizekonsul Thomas Manning in León einen Boten zu Ponciano Corral Acosta nach Managua und teilte ihm dieses mit.
Corral befahl Oberst Manuel G. del Bosque, einem Spanier, welcher seit vielen Jahren in Granada lebte, eine Truppe zu führen, die er von Eduardo Castillo, dem Gouverneur von Granada, erhalten würde. Diese Truppe bestand aus 60 Zivilisten mit geringer Bewaffnung. Diese Truppe fuhr mit einem Schoner über den Managuasee von Granada nach San Jorge im Municipio Rivas, wo sie am 27. Juni 1855 mittags ankam, Stunden, nachdem Walker und seine "Fanalge" aus Söldnern und 110 Soldaten der Partido Democrático unter dem Kommando von dem muñoztreuen Félix Ramírez Madregil in El Gigante (11° 23' 0" North, 86° 2' 0" West) im Rivas (Departamento), gelandet war.
José Santos Guardiola Bustillo ließ 600 Soldaten nach La Virgen am Nicaraguasee marschieren und ließ sie dort am 3. September 1855 die Front und Flanke der Filibustiere angreifen. Bei einem Verhältnis 5/1 nahmen die Filibustiere und die Truppen um José María Vallé einen Verteidigungskampf auf, nach zwei Stunden waren die Truppen der Partido Legitimista geschlagen. Ihre Verluste waren etwa 60 Getötete und 100 Verwundete. Auf der Seite der Partido Democrático waren drei Nicaraguaner getötet und wenige Filibustiere verletzt, darunter auch Charles William Doubleday. José Santos Guardiola Bustillo zog sich nach Rivas zurück. Mit seinen Truppen hatte Guardiola die Cholera nach Costa Rica gebracht.
Agustin Vijil behauptete später, er hätte das Leben von Dionisio Chamorro Alfaro gerettet, der am 13. Oktober 1855 in die Hände von General José María Valle gefallen sei. Als Walker von den USMC abgeholt worden war, ließ Tijerino Pomar José María Vallé verhaften und verurteilen.